# 加伊奥拉
加伊奥拉（義大利語：Gaiola），是意大利库内奥省的一个市镇。总面积4平方公里，人口571人，人口密度142.8人/平方公里（2009年）。ISTAT代码为004093。